# クラウス・ズルツェンバッハ
クラウス・ズルツェンバッハ（Klaus Sulzenbacher、1965年2月3日 - ）は、オーストリア、チロル州キッツビュール出身の元ノルディック複合選手。現在はStamsのスキー学校で理学療法士として働いている。

## プロフィール
ズルツェンバッハは1980年代後半から1990年代前半にオーストリアのエースとして国際大会で活躍した。
1984年のノルディックスキージュニア世界選手権では銅メダルを獲得。
1983/84シーズンからワールドカップに参戦、通算14勝をあげ1987/88総合優勝、1988/89総合2位、1989/90総合優勝、1990/91総合2位、1991/92総合2位と5季連続総合2位以上を記録した。
1988年カルガリーオリンピックでは個人銀、団体銅と2個のメダルを獲得、1991年ノルディックスキー世界選手権では個人金メダル、団体銀メダルを獲得した。さらに1992年アルベールビルオリンピックでは個人、団体とも銅メダルを獲得した。